# Nick Pope (fotbalist)
Nicholas David Pope (n. 19 aprilie 1992, Soham, Anglia, Regatul Unit) este un fotbalist britanic, care joacă pe post de portar la Newcastle în Premier League. Pe plan internațional, are prezențe la națională pentru Anglia.
Pope și-a început cariera la echipa de tineret a lui Ipswich Town și, după ce a fost lăsat liber la vârsta de 16 ani, s-a alăturat echipei Bury Town. A semnat apoi pentru clubul Charlton Athletic din League One în mai 2011, find apoi împrumutat la Harrow Borough, Welling United, Cambridge United, Aldershot Town, York City și Bury. În iulie 2016, Pope s-a alăturat clubului din Premier League Burnley, unde a rămas până la retrogradarea echipei în mai 2022, după care a semnat pentru Newcastle luna următoare.
În 2018, Pope și-a făcut debutul pentru echipa națională a Angliei și a fost membru al echipelor pentru Cupa Mondială FIFA 2018 și Cupa Mondială FIFA 2022.

## Trofee
Individual
- Echipa anului PFA : Premier League 2019–20 [3]
- Jucătorul anului la Burnley : 2017–18, [4] 2019–20 [5]
- Jucătorul anului la Burnley ales de ceilalți jucători: 2017–18, [4] 2019–20 [5]
- Intervenția lunii în Premier League : august 2022, [6] ianuarie 2023 [7]